# Filipinas en los Juegos Olímpicos de Sídney 2000
Filipinas estuvo representada en los Juegos Olímpicos de Sídney 2000 por un total de 20 deportistas, 11 hombres y 9 mujeres, que compitieron en 9 deportes.
El portador de la bandera en la ceremonia de apertura fue el practicante de taekwondo Donald Geisler. El equipo olímpico filipino no obtuvo ninguna medalla en estos Juegos.